# مارتينا مولر (لاعبة كرة قدم)
مارتينا مولر (بالألمانية: Martina Müller)‏ (18 أبريل 1980)، هي لاعبة كرة قدم ألمانية معتزلة. كانت تلعب في مركز المهاجم الصريح لصالح نادي فولفسبورغ ومنتخب ألمانيا.

## مشوارها

### النادي
لعبت مارتينا مولر لصالح عدة أندية صغيرة في شبابها قبل انضمامها إلى بطلة ألمانيا آنذاك إف إس في فرانكفورت سنة 1998. نظرا لرحيل العديد من نجمات النادي مثل بريجيت برينتس وساندرا سميسيك هذا الصيف، قررت مولر عدم المغادرة ومساعدة الفريق لتفادي الهبوط. بعد سنتين، انتقلت إلى نادي باد نوينار ل4 مواسم. سنة 2005، انضمت إلى نادي فولفسبورغ، حين هبط الفريق إلى الدرجة الثانية. ب36 هدف أنهت الموسم كهدافة الدوري، مساعدة النادي للرجوع إلى دوري الدرجة الأولى.
موسم 2012–13، حقق فولفسبورغ الثلاثية، الدوري الألماني، كأس ألمانيا ودوري أبطال أوروبا الذي سجلت فيه ركلة جزاء حاسمة لتطيح بأولمبيك ليون 1–0 في ملعب ستامفورد بريدج.
في يوم 13 أبريل 2015 أعلنت مولر اعتزالها اللعب بنهاية موسم 2014–15.

### المنتخب
لعبت مولر أول مباراة دولية لها مع منتخب ألمانيا ضد الولايات المتحدة في يوليو 2000. فازت مولر بأول لقب دولي وهو بطولة أمم أوروبا 2001. بعدها بسنتين، فازت مع المنتخب بكأس العالم 2001 بالولايات المتحدة، حيث لعبت 3 مباريات وسجلت ثنائية بالبطولة.
في الألعاب الأولمبية الصيفية 2004، حصلت مولر على الميدالية البرونزية. فازت مع المنتخب بكأس العالم 2007 بالصين، ولعبت بالبطولة 4 مباريات وسجلت هدف وحيد في نصف النهائي ضد النرويج. فازت مولر مرة ثانية مع المنتخب ببطولة أمم أوروبا سنة 2009. تم استدعائها في تشكيلة المنتخب لكأس العالم 2011.

## الألقاب

### المحلية
- الدوري الألماني: 2012-13، 2013-14
- كأس ألمانيا: 2012-13، 2014-15

### الدولية
- كأس العالم: 2003، 2007
- بطولة أمم أوروبا: 2001، 2009
- ميدالية برونزية أولمبية: 2004
- دوري أبطال أوروبا: 2012–13، 2013–14

### الفردية
- النبات الغازي الفضي: 2003، 2007
- لاعب كرة القدم النسائية الألمانية للسنة: 2013[6]